# 紅だすき喧嘩状
『紅だすき喧嘩状』（べにだすきけんかじょう）は1959年4月15日公開の日本映画。モノクロ、東映スコープ、74分。
東映京都製作。いわゆる「高田馬場の決闘」をクライマックスにした中山安兵衛と堀部弥兵衛の娘・幸の恋物語で、歌あり踊りありの娯楽時代劇である。

## スタッフ
- 企画：辻野公晴・神戸由美
- 監督：河野壽一
- 脚本：大和久守正
- 撮影：松井鴻
- 照明：福田晃市
- 録音：鳴坂武美
- 美術：角井博
- 音楽：高橋半
- 編集：宮本信太郎
- 記録：川島庸子
- 装置：加藤貞雄
- 装飾：縄田功
- 美粧：林政信
- 結髪：妹尾茂子
- 衣裳：森護
- 擬斗：足立怜二郎
- 進行：高岩淡

## キャスト
- 中山安兵衛 - 東千代之介
- 幸 - 美空ひばり
- 浅野内匠頭 - 里見浩太朗
- 堀部弥兵衛 - 杉狂児
- 菅野六郎右衛門 - 市川小太夫
- 勘助 - 星十郎
- 中津川裕範 - 阿部九州男
- 村上庄左衛門 - 加賀邦男
- 村上半之丞 - 尾上鯉之助
- お君 - 松風利栄子
- 須賀藤右衛門 - 中村時之介
- 猿島重蔵 - 五味勝之介（龍太郎）
- 南方英二
- 加藤浩
- 岸田一夫
- 富久井一朗
- 丘郁夫
- 片岡半蔵
- 若杉竜太郎
- 大丸巌
- 池田富安
- 霧島八千代
- 国一太郎
- 香月涼二
- 月幸子
- 山田光子
- 佐々木松之丞
- 古石孝明
- 矢奈木邦二郎
- 石丸勝也
- 大江光

## 同時上映
- 『ゆうれい小判』 監督：秋元隆夫、脚本：大和久守正、主演：里見浩太朗